# Romsdalen
Romsdalen je dolina v zahodnem delu Norveške. 60 kilometrov dolga dolina teče skozi občino Rauma v okrožju Møre og Romsdal in občino Lesja v okrožju Innlandet. To je dolina reke Rauma, iz staronordijske besede Raumsdalr, kar pomeni 'dolina Rauma'. Tradicionalno okrožje Romsdal, ki predstavlja približno eno tretjino okrožja Møre og Romsdal, je dobilo ime po dolini Romsdalen. Glavna cesta E136 in železniška proga Rauma potekata po dnu doline.
Mannen je nestabilna skala nad dolino. Pričakuje se, da bo Mannen nekega dne zdrsnila v dno doline in blokirala reko. V spodnjem toku lahko pride do uničujočih poplav, če reka nenadoma prebije jez, ki je nastal zaradi plazu. Okoli Remmema in Flatmarka je dolina posejana z ogromnimi skalami ali balvani, ki so padli z visokih gora, ki obkrožajo dolino.
Trolltindene in drugi vrhovi na zahodnem robu so zaščiteni kot del narodnega parka Reinheimen. Alpski vrhovi okoli Isterdalena in Trollstigena so delno znotraj narodnega parka, delno znotraj zaščitenega krajinskega območja Trollstigen.

## Zgodovina
Leta 1612 se je skupina približno 300 škotskih plačancev izkrcala blizu Åndalsnesa in korakala skozi dolino proti Švedski. Skupino so pozneje pobili v bitki pri Kringenu.
Po nemški invaziji na Norveško 9. aprila 1940 so se britanske čete izkrcale pri Åndalsnesu in Namsosu, da bi z velikim premikom v klešče osvobodile Trondheim. Britanske avangardne sile so prispele v Åndalsnes 12. aprila. Glavno izkrcanje britanskih čet, sestavljenih predvsem iz britanske 148. pehotne brigade in ji je poveljeval generalmajor Bernard Paget, se je zgodilo 17. aprila. Na dan invazije so nemške čete takoj prevzele nadzor nad Oslom, Stavangerjem, Bergnom in Trondheimom, medtem ko sta Åndalsnes in mesta Møre og Romsdal ostala prosta. Åndalsnes je bilo edino prosto pristanišče z železniško povezavo južno od Trondheima. Prve britanske čete so 19. aprila odpotovale iz Åndalsnesa v Dombås, ključno cestno in železniško križišče.
Ko se je začela nemška invazija, je bilo nacionalno zlato imetje evakuirano iz Osla skozi Romsdalen v Åndalsnes in Molde, nato pa z ladjo v Tromsø.

## Geografija
Dolina se začne pri jezeru Lesjaskogsvatnet in sledi reki Rauma proti severozahodu do mesta Åndalsnes, kjer se reka izliva v notranji del velikega fjorda Romsdal. Železniška proga Rauma in cesta European Route E136 potekata skozi dolino. Gore Romsdalsalpene obdajajo reko in dolino, vključno z gorami Store Trolltind, Store Venjetinden, Trollryggen in Romsdalshornet. Romsdalen se povezuje z dolino Isterdalen z reko Istro, ki je nekaj kilometrov gorvodno od Åndalsnesa in obe reki ustvarjata terase iz peska in proda na globlji plasti gline.
Muzej Romsdal (Romsdalsmuseet) s sedežem v mestu Molde je eden največjih in najobsežnejših ljudskih muzejev na Norveškem. Ljudski muzej Romsdalen je muzej na prostem, ki prikazuje vidike življenja v dolini Romsdalen od 14. do 20. stoletja.

### Vrhovi
Pomembni vrhovi okoli glavne doline:
- Romsdalshornet, 1550 m
- Trolltindene z
  - Store Trolltind, 1788 m
  - Trollveggen velika stena
  - Trollryggen, 1740 m
  - Breitind, 1797 m
- Kalskråtinden, 1803 m
- Romsdalseggen
- Tua (Rauma)
- Rangåhøgda

### Slapovi
Več najvišjih slapov na Norveškem in na svetu se zliva v glavno dolino.
- Vermafossen, 380 m
- Døntefossen, 700 m višine z najdaljšim padcem na 200 m
- Mongefossen, visok 773 metrov z najdaljšim padcem pri 300 metrih (naveden kot 15. najvišji na svetu)
- Ølmåafossen, 720 m višine

Dolina Isterdalen:
- Stigfossen, 239 me višine z najdaljšim padcem pri 122 metrih
- Trollfossen, 175 m višine

## Turizem
Turizem in ribolov na reki Rauma sta v 19. stoletju postala pomemben posel, najpomembnejši obiskovalci pa so bili bogati Angleži. General William Bromley-Davenport je leta 1849 kupil kmetijo Fiva in 12 najboljših kilometrov reke. Prvo igrišče za golf na Norveškem je leta 1905 v hotelu Hølgenes (kasneje imenovanem Park hotel) uredil angleški lastnik. Dolina Romsdalen in Romsdalenske Alpe so eno najpomembnejših plezalnih središč na Norveškem in v severni Evropi. Strm in zahteven Trollveggen je klasika norveškega skalnega plezanja. William Cecil Slingsby je obiskal Romsdalen leta 1875 in kasneje. Arne Randers Heen je bil lokalni plezalec z več prvimi vzponi.

## V popularni kulturi
Izmišljeni detektiv Harry Hole je omenjen, da izvira iz Åndalsnesa v dolini Romsdalen, medtem ko je pisatelj serije Jo Nesbø dejansko iz Moldeja v isti regiji. Netopir, prva knjiga v seriji o Harryju Holeu, vključuje odlomek spominov, ki bi lahko temeljili na pisateljevih lastnih izkušnjah.
V videoigri grozljivk preživetja iz leta 1995 Clock Tower: The First Fear se dvorec Barrows (primarno prizorišče igre) nahaja v gorah Romsdalena.